# LINPACK
LINPACK是一个在数字计算机上执行数字线性代数的软件函式庫。它由Jack Dongarra、Jim Bunch、克里夫·莫勒尔及Gilbert Stewart以Fortran编写，并计划在二十世纪七十年代及八十年代早期于超级计算机上使用。它很大程度上已被在现代架构上运行更高效的LAPACK取代。
LINPACK利用BLAS（基础线性代数程序集）函式庫执行基本的向量和矩阵运算。
LINPACK基准最初作为LINPACK用户手册的一部分出现。称之为高性能Linpack（High Performance Linpack，简称HPL）的并行LINPACK基准实现被用于TOP500列表上的超级计算机基准测试和排名。